# Лутохинське сільське поселення
Луто́хинське сільське поселення — муніципальне утворення в складі Кіясовського району Удмуртії, Росія. Адміністративний центр — присілок Лутоха.
Населення становить 552 особи (2019, 715 у 2010, 891 у 2002).

## Історія
Лутохинська сільрада була утворена 1924 року шляхом перетворення волостей в складі новоствореного Кіясовського району Сарапульського округу Уральської області. 1 січня 1932 року постановою президії ВЦВК сільрада була передана разом з районом до складу Сарапульського району Уральської області. В лютому 1934 року сільрада разом з районом увійшла до складу Свердловської області, але із 7 грудня увійшла до складу Кіровського краю. З 23 січня 1935 року Кіясовський район був відновлений, була утворена Медвеж'їнська сільська рада, з грудня 1936 року він став частиною Кіровської області, до складу цього району увійшли сільради.
Постановою ВЦВК від 22 жовтня 1937 року сільради разом з районом увійшли до складу новоствореної Удмуртської АРСР. Згідно з указом президії ВР РРФСР від 16 червня 1954 року до Лутохинської сільради були приєднані Ільдібаєвська сільська рада та Медвеж'їнська сільська рада. Постановою президії ВР Удмуртської АРСР від 8 грудня 1962 року та указами президії ВР РРФСР від 1 лютого 1963 року і президії ВР Удмуртської АРСР від 5 березня Кіясовський район був ліквідований, сільрада передана до складу Іжевського району. Постановою президії ВР Удмуртської АРСР від 11 січня 1965 року та указами президії ВР РРФСР від 12 січня і президії ВР Удмуртської АРСР від 16 січня сільрада відійшла до складу Малопургинського району. Згідно з указами президії ВР РРФСР від 3 листопада 1965 року та президії ВР Удмуртської АРСР від 16 листопада Кіясовський район був відновлений, до його складу повернули і сільраду. Указом президії ВР Удмуртської АРСР від 19 грудня 1966 року була відновлена Ільдібаєвська сільська рада. 2006 року, у зв'язку з адміністративною реформою. сільрада була перетворена в сільське поселення.

## Склад
До складу поселення входять такі населені пункти:
| Населений пункт       | Населення, осіб (2002) | Населення, осіб (2010) |
| --------------------- | ---------------------- | ---------------------- |
| Дубровський, присілок | 227                    | 179                    |
| Калашур, присілок     | 403                    | 319                    |
| Лутоха, присілок      | 187                    | 149                    |
| Сабанчино, присілок   | 74                     | 68                     |

## Господарство
В поселенні діють середня школа (Лутоха) та садочок (Калашур), 3 фельдшерсько-акушерських пункти, 3 клуби та бібліотека.